# Tarbagataysky (huyện)
Huyện Tarbagataysky (tiếng Nga: ? райо́н) là một huyện hành chính tự quản (raion), của Buryatia, Nga. Huyện có diện tích 3288 kilômét vuông, dân số thời điểm ngày 1 tháng 1 năm 2000 là 18000 người. Trung tâm của huyện đóng ở Tarbagatay.